# Leichtathletik-Weltmeisterschaften 2013/Kugelstoßen der Frauen

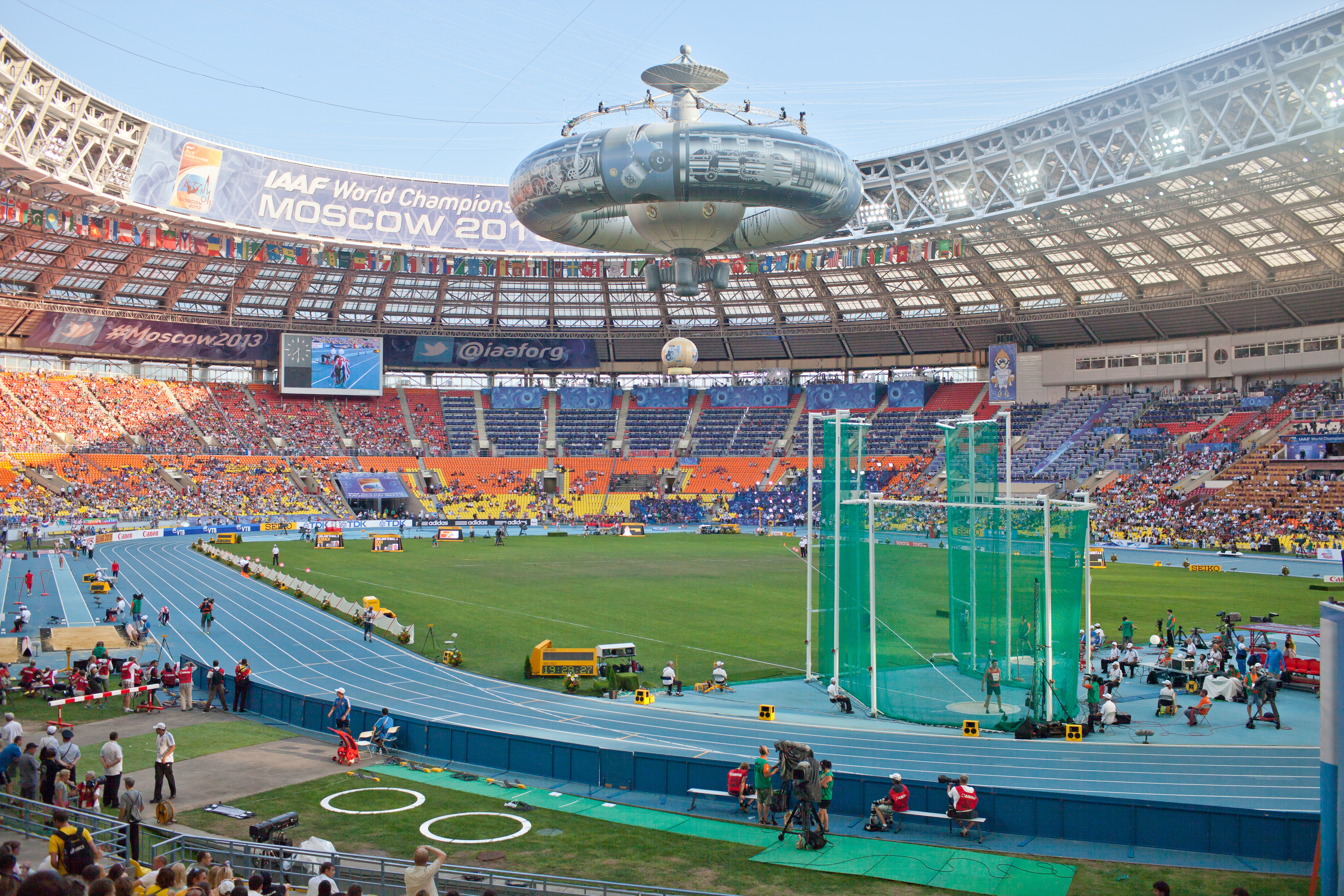
Das Olympiastadion Luschniki während der Weltmeisterschaften

Das Kugelstoßen der Frauen bei den Leichtathletik-Weltmeisterschaften 2013 fand am 11. und 12. August 2013 im Olympiastadion Luschniki der russischen Hauptstadt Moskau statt.
Ihren vierten WM-Titel in Folge errang die zweifache Olympiasiegerin (2008/2012) Valerie Adams aus Neuseeland. Sie gewann vor der Deutschen Christina Schwanitz. Bronze ging wie schon bei den Weltmeisterschaften 2009 und 2011 sowie den Olympischen Spielen 2008 an die chinesische Olympiazweite von 2012 Gong Lijiao, die 2009 auch Asienmeisterin war.

## Bestehende Rekorde
| Weltrekord | 22,63 m | Natalja Lissowskaja | Moskau, Sowjetunion (heute Russland) | 7. Juni 1987      |
| WM-Rekord  | 21,24 m | Natalja Lissowskaja | WM 1987 in Rom, Italien              | 5. September 1987 |
| WM-Rekord  | 21,24 m | Valerie Adams       | WM 2011 in Daegu, Südkorea           | 29. August 2011   |

Der bestehende WM-Rekord wurde bei diesen Weltmeisterschaften nicht eingestellt und nicht verbessert.

## Doping
Die russische Kugelstoßerin Jewgenija Kolodko, ursprünglich auf dem fünften Platz, wurde für zwei Jahre gesperrt, nachdem sie gemeinsam mit vier weiteren betroffenen Sportlern ihren Dopingverstoß zugegeben hatte. Unter anderem ihr hier erzieltes WM-Resultat wurde annulliert.
Benachteiligt wurden eine Athletin im Finale und eine Teilnehmerin in der Qualifikation. Auf der Grundlage der erzielten Resultate waren dies:
- Halyna Obleschtschuk, Ukraine – Ihr hätten als achtbester Athletin nach dem Vorkampf im Finale der besten Acht drei weitere Versuche zugestanden.
- Josephine Terlecki, Deutschland – Sie hätte als zwölftbeste Athletin aus beiden Qualifikationsgruppen am Finale teilnehmen dürfen.

## Ergebnisse

### Legende
Kurze Übersicht zur Bedeutung der Symbolik – so üblicherweise auch in sonstigen Veröffentlichungen verwendet:
| – | verzichtet |
| x | ungültig   |

### Qualifikation
11. August 2013, 10:45 Uhr Ortszeit (7:45 Uhr MESZ)
29 Teilnehmerinnen traten in zwei Gruppen zur Qualifikationsrunde an. Die Qualifikationsweite für den direkten Finaleinzug betrug 18,70 m. Fünf Athletinnen übertrafen diese Marke (hellblau unterlegt). Das Finalfeld wurde mit den sieben nächstplatzierten Sportlerinnen auf zwölf Wettbewerberinnen aufgefüllt (hellgrün unterlegt). So reichten für die Finalteilnahme schließlich 17,87 m.

#### Gruppe A
| Platz | Name               | Nation              | Resultat (m) | 1. Versuch (m) | 2. Versuch (m) | 3. Versuch (m) | Anmerkung                              |
| 01    | Valerie Adams      | Neuseeland          | 19,89        | 19,89          | –              | –              |                                        |
| 02    | Gong Lijiao        | Volksrepublik China | 18,88        | 18,88          | –              | –              |                                        |
| 03    | Liu Xiangrong      | Volksrepublik China | 18,68        | 18,54          | 18,11          | 18,68          |                                        |
| 04    | Tia Brooks         | USA                 | 17,92        | 17,92          | 17,68          | 17,75          |                                        |
| 05    | Josephine Terlecki | Deutschland         | 17,87        | 17,87          | x              | x              | eigentlich für das Finale qualifiziert |
| 06    | Cleopatra Borel    | Trinidad und Tobago | 17,84 SB     | 16,90          | 17,84          | 17,02          |                                        |
| 07    | Anca Heltne        | Rumänien            | 17,76        | 17,76          | 17,46          | x              |                                        |
| 08    | Julija Leanzjuk    | Belarus             | 19,38        | 16,93          | 17,09          | 17,73          |                                        |
| 09    | Sandra Lemos       | Kolumbien           | 17,55        | 17,55          | 17,48          | x              |                                        |
| 10    | Anita Márton       | Ungarn              | 17,32        | 16,98          | 17,32          | 16,99          |                                        |
| 11    | Olha Holodna       | Ukraine             | 17,21        | 17,21          | x              | 17,17          |                                        |
| 12    | Emel Dereli        | Türkei              | 16,60        | 16,58          | 16,03          | 16,60          |                                        |
| 13    | Valentina Muzaric  | Kroatien            | 16,47        | 16,47          | x              | 16,44          |                                        |
| DOP   | Jewgenija Kolodko  | Russland            | 19,55        | 19,55          | –              | –              | für das Finale zugelassen              |
| DNS   | Leila Rajabi       | Iran                |              |                |                |                |                                        |

In Gruppe A ausgeschiedene Kugelstoßerinnen:

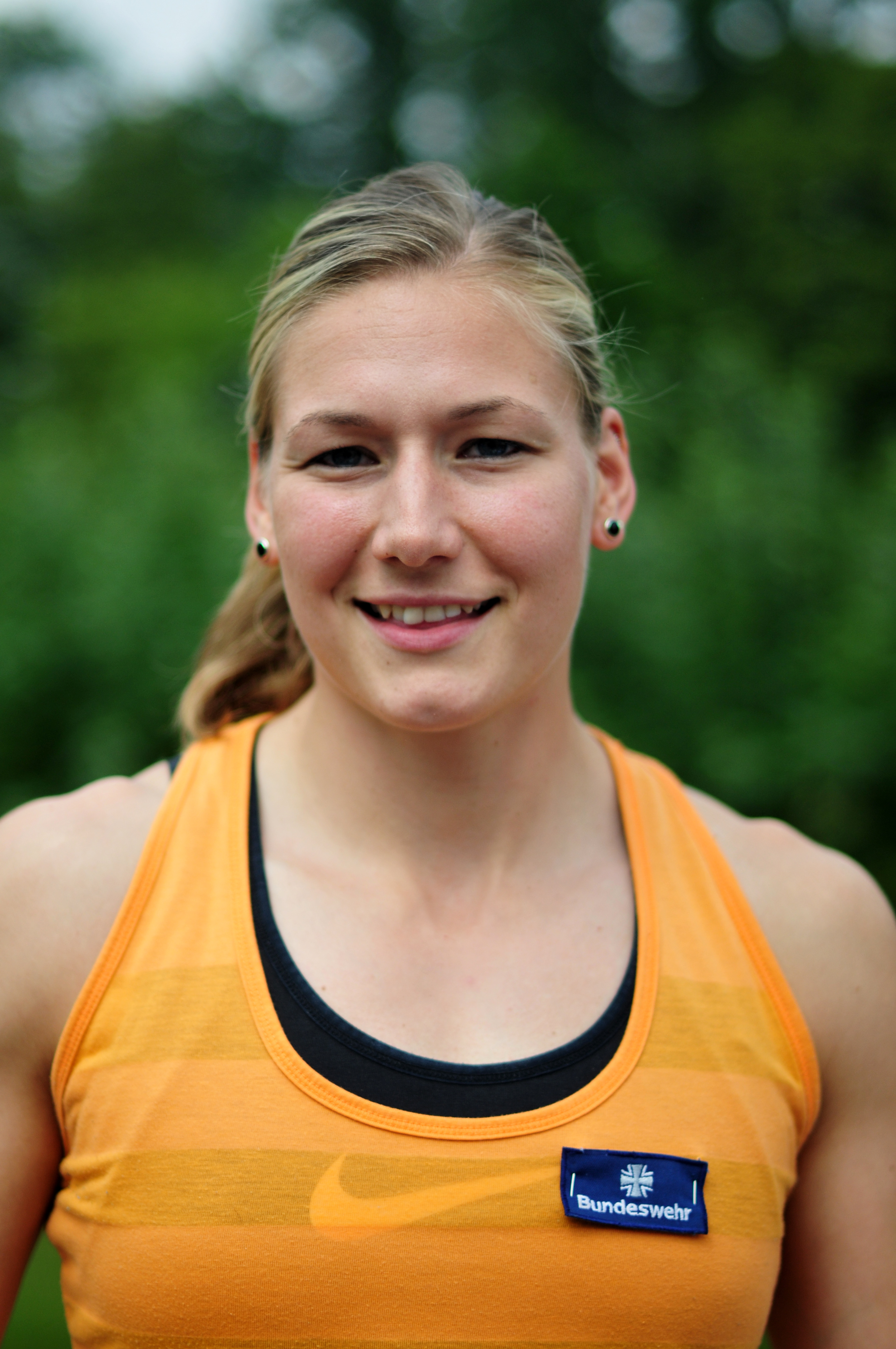
Josephine Terlecki – ihr wurde die Finalteilnahme durch eine gedopte Athletin versperrt
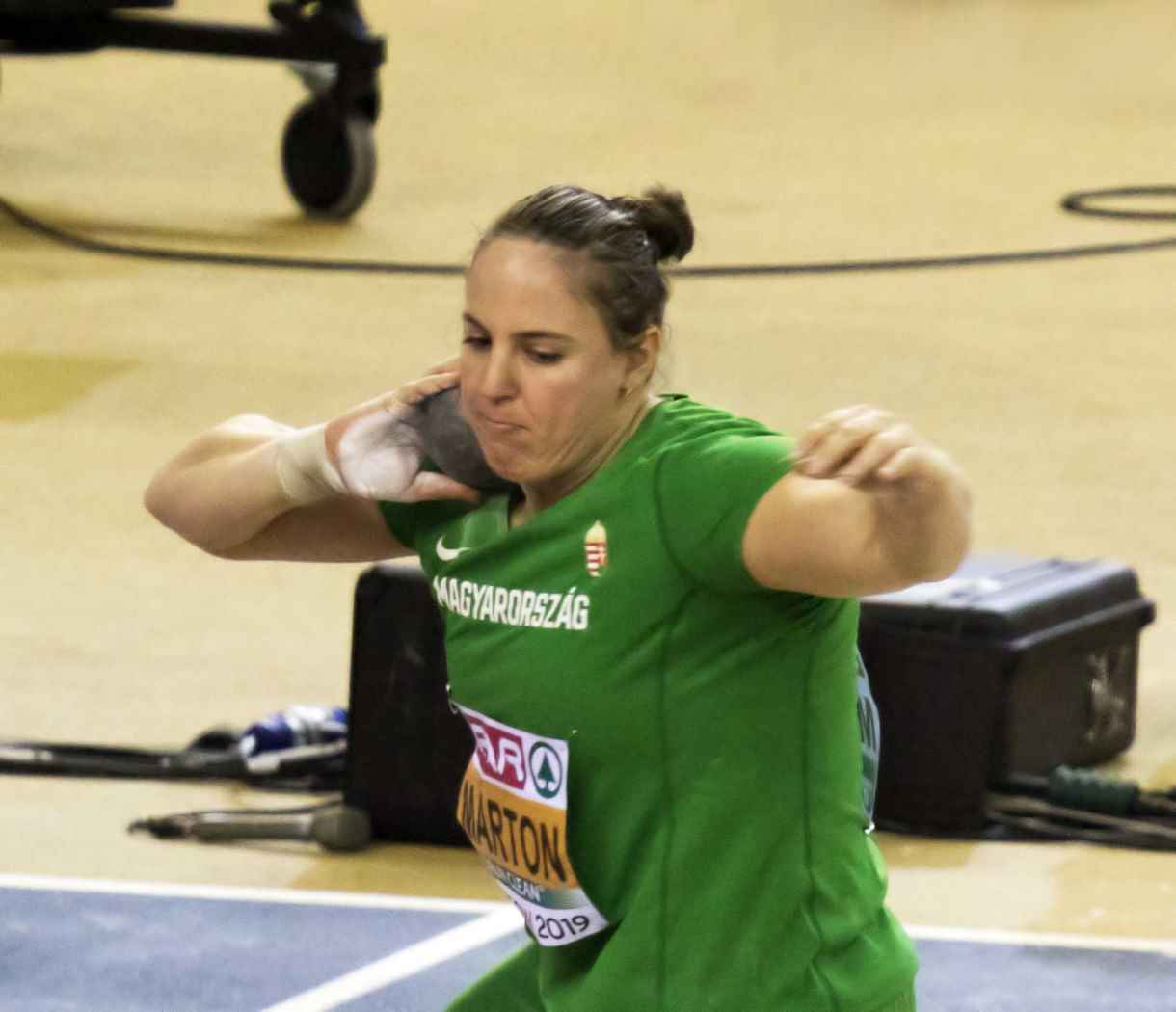
Anita Márton Rang zehn mit 17,32 m
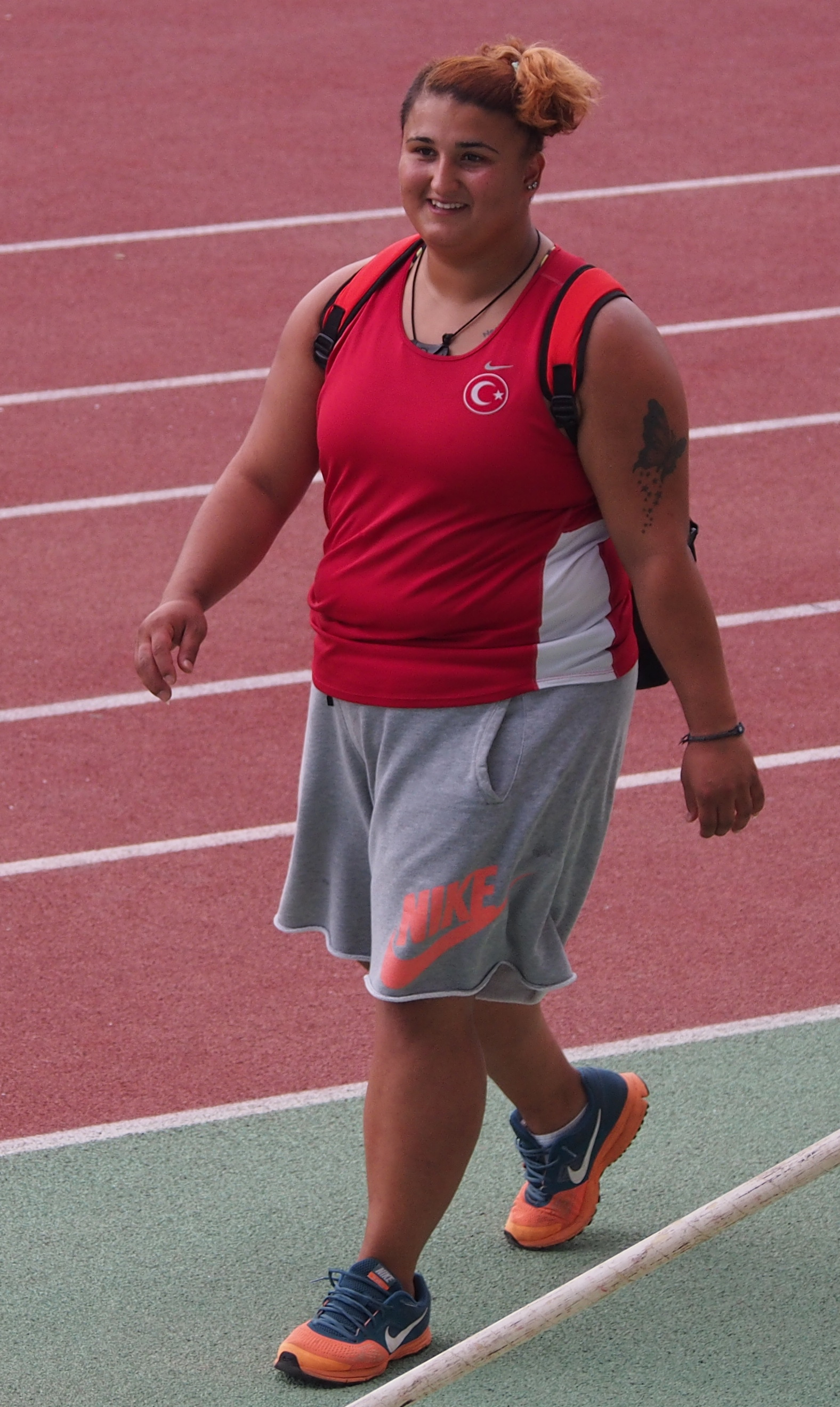
Emel Dereli Rang zwölf mit 16,60 m

#### Gruppe B

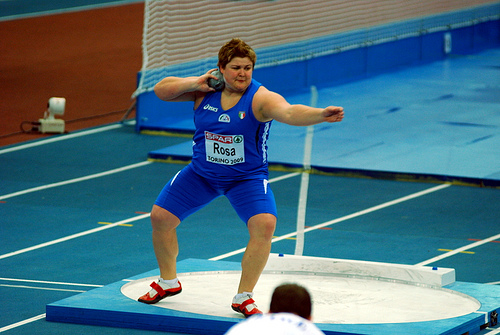
Chiara Rosa – ausgeschieden als Zehnte mit 17,18 m

| Platz | Name                 | Nation      | Resultat (m) | 1. Versuch (m) | 2. Versuch (m) | 3. Versuch (m) |
| 01    | Michelle Carter      | USA         | 19,76        | 18,29          | 19,76          | –              |
| 02    | Christina Schwanitz  | Deutschland | 19,18        | 18,06          | 19,18          | –              |
| 03    | Irina Tarassowa      | Russland    | 18,37        | 18,37          | x              | 18,19          |
| 04    | Natalia Ducó         | Chile       | 18,28 SB     | 17,73          | 17,78          | 18,28          |
| 05    | Li Ling              | Argentinien | 18,19        | 18,13          | x              | 18,19          |
| 06    | Halyna Obleschtschuk | Ukraine     | 18,04        | 18,04          | x              | 17,82          |
| 07    | Alena Kopez          | Belarus     | 17,87        | 16,68          | 17,87          | 17,50          |
| 08    | Geisa Arcanjo        | Brasilien   | 17,55        | 17,55          | x              | x              |
| 09    | Radoslawa Mawrodiewa | Bulgarien   | 17,34        | 17,34          | 17,16          | 17,33          |
| 10    | Chiara Rosa          | Italien     | 17,18        | 17,18          | x              | 16,71          |
| 11    | Úrsula Ruiz          | Spanien     | 17,14        | 16,64          | 16,99          | 17,14          |
| 12    | Ahymará Espinoza     | Venezuela   | 16,86        | 16,24          | 16,86          | 16,39          |
| 13    | Yaniuvis López       | Kuba        | 16,82        | x              | 16,82          | 16,56          |
| 14    | Aljona Dubizkaja     | Belarus     | 16,53        | x              | 16,37          | 16,53          |
| 15    | Alyssa Hasslen       | USA         | 15,97        | 15,93          | 15,67          | 15,97          |

### Finale
12. August 2013, 20:25 Uhr Ortszeit (17:25 Uhr MESZ)
| Platz | Name                 | Nation              | Resultat (m) | 1. Versuch (m) | 2. Versuch (m) | 3. Versuch (m) | 4. Versuch (m)                                | 5. Versuch (m)                                | 6. Versuch (m)                                |
|       | Valerie Adams        | Neuseeland          | 20,88        | 20,41          | 20,46          | 20,88          | x                                             | 20,76                                         | 20,32                                         |
|       | Christina Schwanitz  | Deutschland         | 20,41 PB     | 19,22          | 19,72          | 19,61          | 19,42                                         | 19,74                                         | 20,41                                         |
|       | Gong Lijiao          | Volksrepublik China | 19,95        | 19,16          | 19,95          | 19,74          | x                                             | 19,37                                         | 19,77                                         |
| 04    | Michelle Carter      | USA                 | 19,94        | 19,92          | 19,94          | 19,35          | x                                             | 19,67                                         | 19,57                                         |
| 05    | Li Ling              | Volksrepublik China | 18,39        | 18,30          | 17,97          | 18,18          | 17,68                                         | 18,39                                         | 18,32                                         |
| 06    | Irina Tarassowa      | Russland            | 18,37        | 18,06          | 17,82          | 18,08          | 18,31                                         | x                                             | 18,37                                         |
| 07    | Tia Brooks           | USA                 | 18,09        | 18,09          | x              | 17,94          | 17,73                                         | x                                             | 17,49                                         |
| 08    | Halyna Obleschtschuk | Ukraine             | 18,08        | 16,84          | 18,08          | 17,92          | eigentlich zu drei weiteren Stößen berechtigt | eigentlich zu drei weiteren Stößen berechtigt | eigentlich zu drei weiteren Stößen berechtigt |
| 09    | Liu Xiangrong        | Volksrepublik China | 18,04        | x              | 18,04          | 17,92          | nicht im Finale der besten acht Athletinnen   | nicht im Finale der besten acht Athletinnen   | nicht im Finale der besten acht Athletinnen   |
| 10    | Natalia Ducó         | Chile               | 18,02        | 17,58          | x              | 18,02          | nicht im Finale der besten acht Athletinnen   | nicht im Finale der besten acht Athletinnen   | nicht im Finale der besten acht Athletinnen   |
| 11    | Alena Kopez          | Belarus             | 17,70        | x              | 17,24          | 17,70          | nicht im Finale der besten acht Athletinnen   | nicht im Finale der besten acht Athletinnen   | nicht im Finale der besten acht Athletinnen   |
| DOP   | Jewgenija Kolodko    | Russland            | 19,81        | 18,97          | 19,47          | 19,40          | 19,81                                         | x                                             | x                                             |

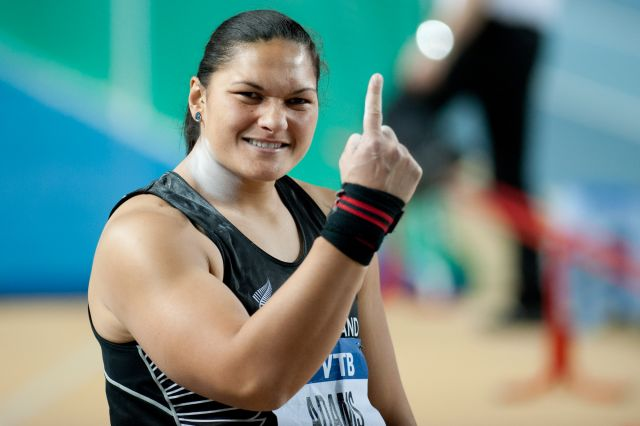
Zum vierten Mal in Folge wurde die zweifache Olympiasiegerin (2008/2012) Valerie Adams Weltmeisterin
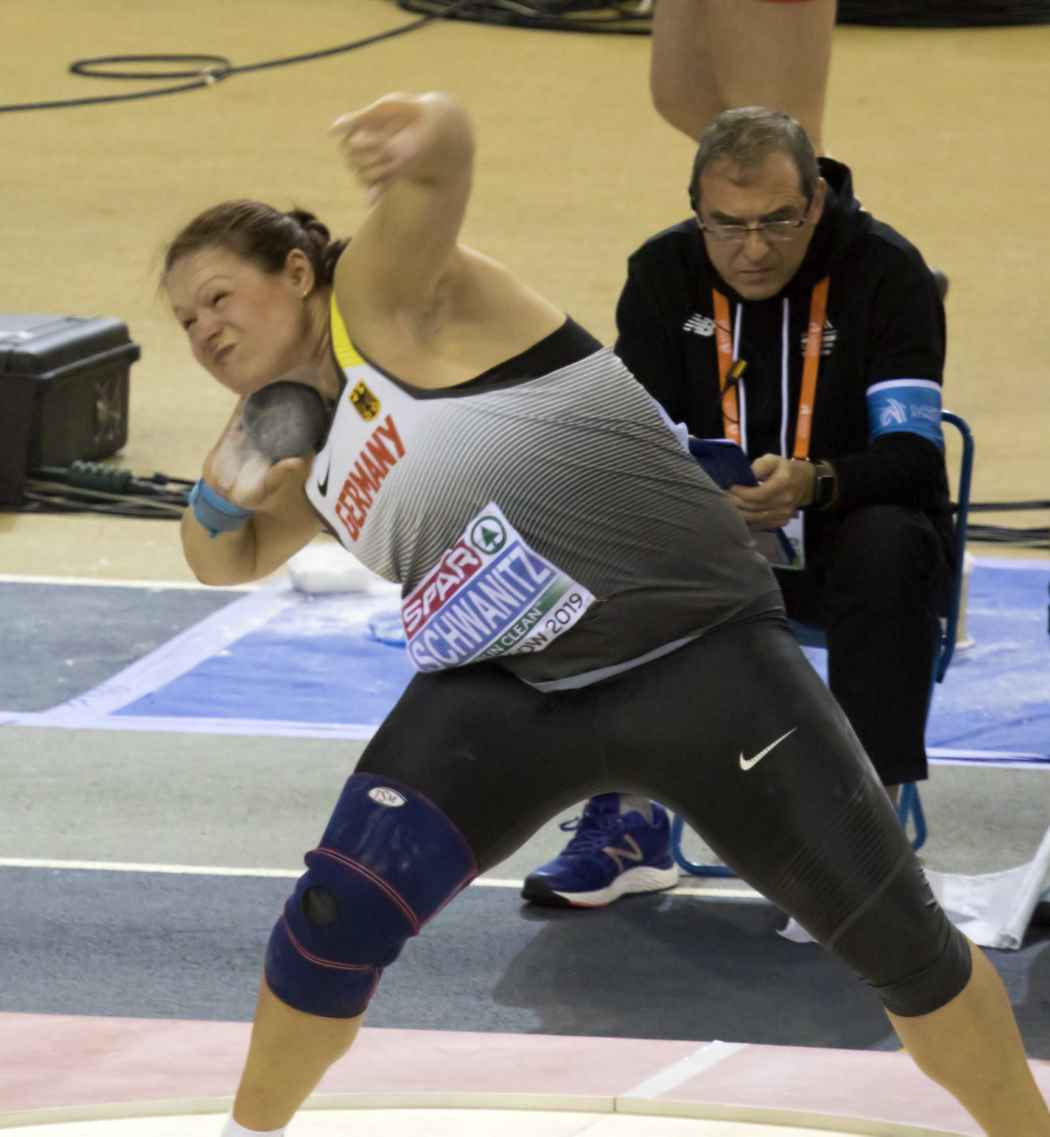
Vizeweltmeisterin Christina Schwanitz errang ihre erste Medaille bei einer großen internationalen Meisterschaft
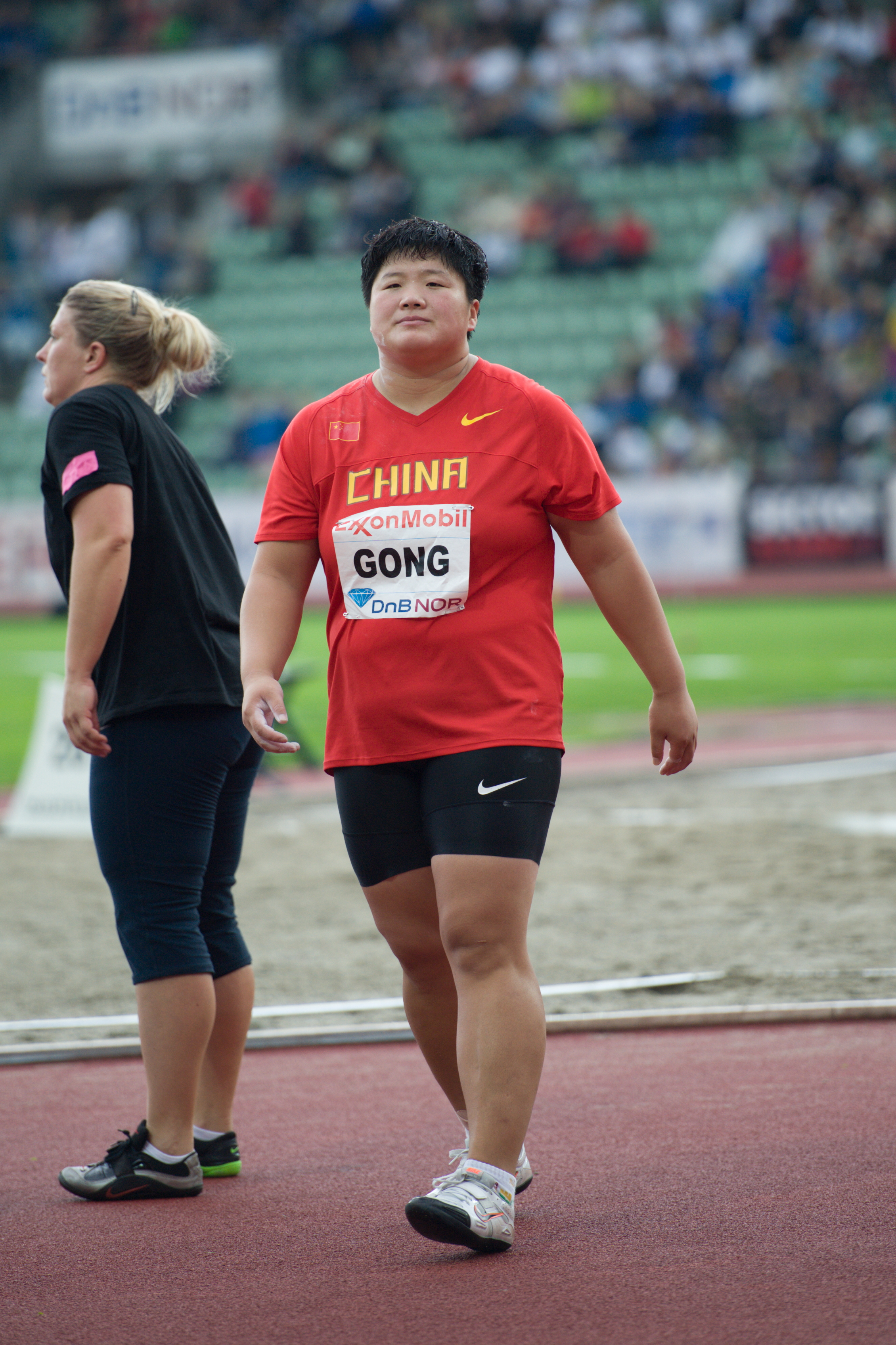
Zum vierten Mal Bronze (WM 2009, WM 2011, OS 2008) gab es für die Olympiazweite von 2012 Gong Lijiao

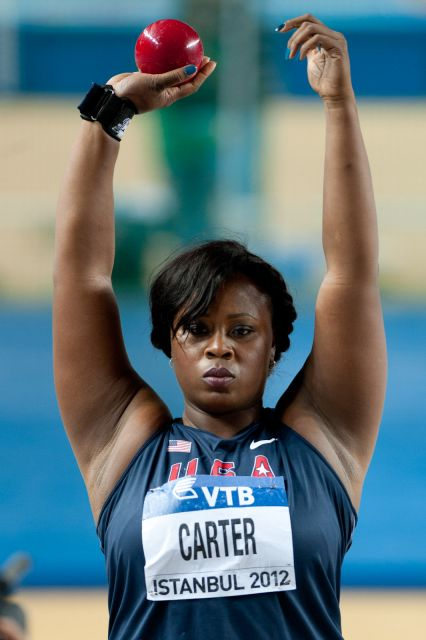
Michelle Carter belegte Rang vier
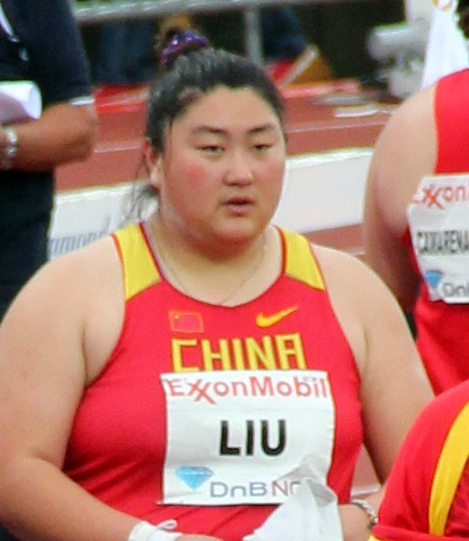
Die neuntplatzierte Liu Xiangrong
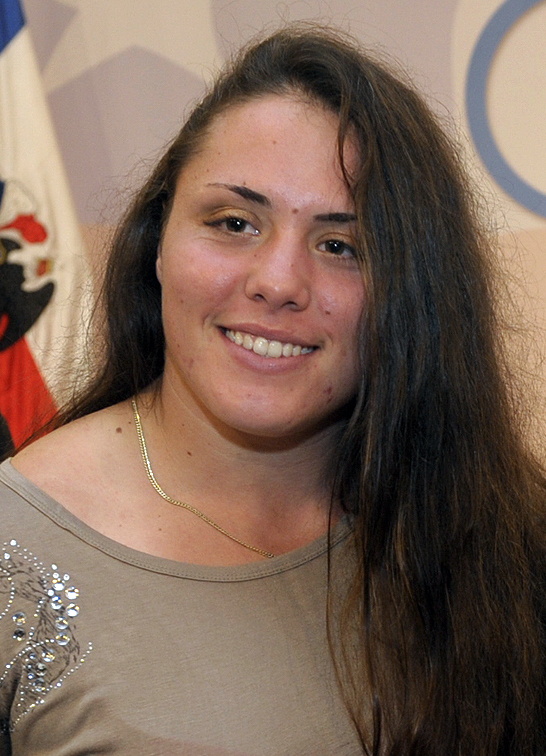
Natalia Duco kam auf den zehnten Platz
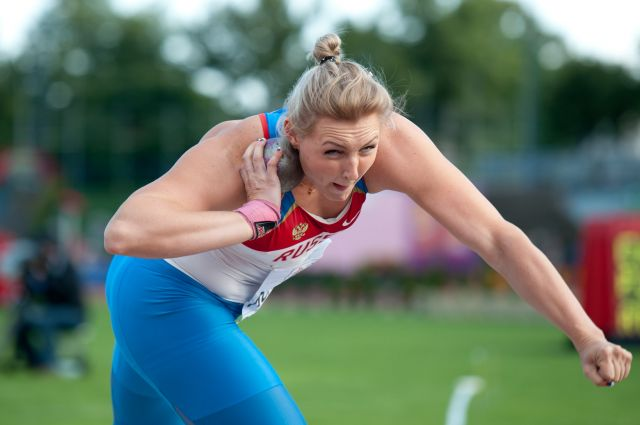
Die gedopte Jewgenija Kolodko

## Video
- Moscow 2013 - WCH Moscow 2013 - Shot Put Women - Final, youtube.com, abgerufen am 6. Februar 2021